# Cyrnus sagittarius
Cyrnus sagittarius là một loài Trichoptera trong họ Polycentropodidae. Chúng phân bố ở miền Cổ bắc.